# 張炳堃 (華陽)
張炳堃（？年—？年），號相之，四川成都府華陽縣人，道光十九年己亥科舉人，道光二十一年辛丑恩科進士，道光同治年間在江西歷任知縣。

## 生平履歷
- 道光廿二年七月代理江西武寧縣知縣[1]
- 道光二十五年任東鄉縣知縣[2]
- 道光二十五年署雩都縣知縣[3]
- 道光二十七年任臨川縣知縣[4]
- 道光二十八年署贛州府通判[5]